# Lachtinsko-Pravoberežnaja
Lachtinsko-Pravoberežnaja linka (rusky Лахтинско-Правобережная линия), dříve známá jako jen Pravoberežnaja je linka Petrohradského metra.

## Vznik a vývoj
První úsek této linky byl otevřen v roce 1985, všechny její stanice jsou již postaveny moderní technologií. Linka vede zhruba podle toku řeky Něvy, prochází jak centrem tak i deltou řeky. Když byl otevřen první úsek, spojil centrum města s novými sídlišti na pravém břehu řeky Něvy. 7. března 2009 byl úsek Komendantskij prospekt – Sadovaja převeden k Frunzensko-Primorské lince. Přestupní na Frunzensko-Primorskou linku (stanice Sadovaja) a Moskovsko-Petrogradskou linku (stanice Sennaja ploščaď) i zároveň dočasnou západní konečnou stanící se stala Spasskaja.
Prodloužení linky se plánuje západním směrem, a to do stanic Těatralnaja a Gornyj institut (má být zprovozněno kolem roku 2020) a v dlouhodobém výhledu dále na Vasiljevský ostrov (stanice Morskoj fasad) s možností dalšího prodloužení. Východním směrem se pak má linka rozšířit do stanic Kudrovo a Jugo-vostočnaja.

### Chronologie otevírání jednotlivých úseků linky
| Úsek                                                                        | Datum otevření    | Délka    |
| --------------------------------------------------------------------------- | ----------------- | -------- |
| Ploščaď Aleksandra Něvskogo – Prospekt Bolševikov                           | 30. prosinec 1985 | 5,2 km   |
| Prospekt Bolševikov – Ulica Dybjenko                                        | 1. listopad 1987  | 1,7 km   |
| Ploščaď Aleksandra Něvskogo – Sadovaja                                      | 30. prosinec 1991 | 4,7 km   |
| Sadovaja – Čkalovskaja                                                      | 15. září 1997     | 4,7 km   |
| Čkalovskaja – Staraja Děrevňa                                               | 15. leden 1999    | 4,1 km   |
| Krestovskij ostrov                                                          | 3. září 1999      |          |
| Staraja Děrevňa – Komendantskij prospekt                                    | 2. duben 2005     | 2,7 km   |
| Dostojevskaja – Spasskaja                                                   | 7. březen 2009    | 1,8 km   |
| převod úseku Sadovaja – Komendantskij prospekt k Frunzensko-Primorské lince | 7. březen 2009    | -13,1 km |
| Celkem:                                                                     | 8 stanic          | 11,2 km  |

## Stanice
- Ulica Dybjenko
- Prospekt Bolševikov
- Ladožskaja
- Novočerkasskaja (původně Krasnogvardějskaja)
- Ploščaď Aleksandra Něvskogo (přestupní)
- Ligovskij prospekt
- Dostojevskaja (přestupní)
- Spasskaja (přestupní)